# Pescara Calcio 1976-1977
Questa voce raccoglie le informazioni riguardanti il Pescara Calcio nelle competizioni ufficiali della stagione 1976-1977.

## Stagione
Nel campionato di Serie B, in una stagione segnata da continui ribaltamenti, i biancazzurri conclusero il torneo cadetto a pari punti assieme ad Atalanta e Cagliari, dietro alla capolista Lanerossi Vicenza. Per stabilire le altre due formazioni che avrebbero accompagnato i veneti in massima serie, venne organizzato un triangolare di spareggio tra lombardi, abruzzesi e sardi: il Pescara, con due pareggi a reti bianche sui campi neutri di Terni e Bologna, ottenne la matematica certezza del terzo posto in classifica, l'ultimo utile alla promozione, salendo in Serie A assieme ai nerazzurri e a discapito dei rossoblù sardi. 
Per la squadra biancoazzurra fu un traguardo storico, per due motivi, trattandosi del suo primo approdo nella massima categoria calcistica italiana, nonché assoluto per un club della regione Abruzzo.
In Coppa Italia, i pescaresi vennero invece eliminati già nel terzo girone di qualificazione d'estate, chiudendo all'ultimo posto il proprio raggruppamento dietro alle più titolate Inter, Fiorentina, Palermo e Varese.

## Rosa
| N. |                   | Ruolo | Calciatore            |
| -- | ----------------- | ----- | --------------------- |
|    | Italia (bandiera) | D     | Giuliano Andreuzza    |
|    | Italia (bandiera) | A     | Roberto Cesati        |
|    | Italia (bandiera) | A     | Bartolomeo Di Michele |
|    | Italia (bandiera) | D     | Salvatore Di Somma    |
|    | Italia (bandiera) | C     | Giuseppe Donatelli    |
|    | Italia (bandiera) | A     | Paolo Ferro           |
|    | Italia (bandiera) | D     | Roberto Galbiati      |
|    | Italia (bandiera) | P     | Mario Giacomi         |
|    | Italia (bandiera) | A     | Giacomo La Rosa       |
|    | Italia (bandiera) | D     | Eraldo Mancin         |

| N. |                   | Ruolo | Calciatore          |
| -- | ----------------- | ----- | ------------------- |
|    | Italia (bandiera) | C     | Marco Masoni        |
|    | Italia (bandiera) | D     | Pier Giuseppe Mosti |
|    | Italia (bandiera) | D     | Gianfranco Motta    |
|    | Italia (bandiera) | C     | Bruno Nobili        |
|    | Italia (bandiera) | A     | Angelo Orazi        |
|    | Italia (bandiera) | P     | Massimo Piloni      |
|    | Italia (bandiera) | A     | Andrea Prunecchi    |
|    | Italia (bandiera) | C     | Giorgio Repetto     |
|    | Italia (bandiera) | D     | Matteo Santucci     |
|    | Italia (bandiera) | C     | Vincenzo Zucchini   |

## Risultati

### Serie B

#### Girone di andata
| Varese 26 settembre 1976 1ª giornata | Varese            | 0 – 0 | Pescara | Stadio Franco Ossola\| Arbitro: \| Mattei (Macerata) \| |
| Arbitro:                             | Mattei (Macerata) |       |         |                                                         |

| Pescara 3 ottobre 1976 2ª giornata | Pescara         | 0 – 0 | Catania | Stadio Adriatico\| Arbitro: \| Mascia (Milano) \| |
| Arbitro:                           | Mascia (Milano) |       |         |                                                   |

| Arbitro: | Lops (Torino) |

|            |           |  |
| Braida 54’ | Marcatori |  |

| Arbitro: | Bergamo (Livorno) |

|                               |           |             |
| Zucchini 1’ Nobili 85’ (rig.) | Marcatori | 76’ Zandoli |

| Arbitro: | Lapi (Firenze) |

|                                           |           |  |
| Gritti 69’ C. Trevisanello 71’ Capone 85’ | Marcatori |  |

| Arbitro: | Lazzaroni (Milano) |

|                             |           |  |
| Di Michele 15’ Zucchini 72’ | Marcatori |  |

| Arbitro: | Terpin (Trieste) |

|                                |           |              |
| Motta 50’ (aut.) Altobelli 68’ | Marcatori | 87’ Galbiati |

| Arbitro: | Trinchieri (Reggio Emilia) |

|            |           |             |
| Nobili 67’ | Marcatori | 10’ G. Gori |

| Arbitro: | Vannucchi (Bologna) |

|                                      |           |                     |
| Di Michele 14’ La Rosa 32’ Mosti 67’ | Marcatori | 74’ (aut.) Zucchini |

| San Benedetto del Tronto 28 novembre 1976 10ª giornata | Sambenedettese         | 0 – 0 | Pescara | Stadio Fratelli Ballarin\| Arbitro: \| F. Panzino (Catanzaro) \| |
| Arbitro:                                               | F. Panzino (Catanzaro) |       |         |                                                                  |

| Como 5 dicembre 1976 11ª giornata | Como              | 0 – 0 | Pescara | Stadio Giuseppe Sinigaglia\| Arbitro: \| Barboni (Firenze) \| |
| Arbitro:                          | Barboni (Firenze) |       |         |                                                               |

| Arbitro: | Sancini (Bologna) |

|             |           |  |
| La Rosa 13’ | Marcatori |  |

| Arbitro: | Benedetti (Roma) |

|                    |           |                        |
| Di Maio 46’ (rig.) | Marcatori | 19’ Cesati 82’ La Rosa |

| Arbitro: | Reggiani (Bologna) |

|                            |           |  |
| La Rosa 40’ Mosti 44’, 63’ | Marcatori |  |

| Arbitro: | Serafino (Roma) |

|  |           |             |
|  | Marcatori | 84’ Repetto |

| Arbitro: | Barbaresco (Cormons) |

|                          |           |  |
| La Rosa 6’ Prunecchi 69’ | Marcatori |  |

| Arbitro: | Vannucchi (Pescara) |

|                              |           |              |
| Prunecchi 50’, 72’ Orazi 77’ | Marcatori | 56’ Citterio |

| Arbitro: | Michelotti (Parma) |

|                               |           |               |
| Mastropasqua 13’ A. Rocca 18’ | Marcatori | 29’ Prunecchi |

| Arbitro: | Mattei (Macerata) |

|                                               |           |              |
| Nobili 18’ (rig.) Andreuzza 63’ Prunecchi 67’ | Marcatori | 13’ Jacolino |

#### Girone di ritorno
| Arbitro: | Menicucci (Firenze) |

|             |           |  |
| La Rosa 72’ | Marcatori |  |

| Catania 20 febbraio 1977 21ª giornata | Catania          | 0 – 0 | Pescara | Stadio Cibali\| Arbitro: \| Ciacci (Firenze) \| |
| Arbitro:                              | Ciacci (Firenze) |       |         |                                                 |

| Arbitro: | Agnolin (Bassano del Grappa) |

|                                 |           |                               |
| Nobili 28’ (rig.) Prunecchi 65’ | Marcatori | 16’ De Vecchi 63’ Sanseverino |

| Ascoli Piceno 6 marzo 1977 23ª giornata | Ascoli                 | 0 – 0 | Pescara | Stadio Cino e Lillo Del Duca\| Arbitro: \| F. Panzino (Catanzaro) \| |
| Arbitro:                                | F. Panzino (Catanzaro) |       |         |                                                                      |

| Arbitro: | Schena (Foggia) |

|                                              |           |             |
| Zucchini 74’ Prunecchi 75’ Nobili 90’ (rig.) | Marcatori | 40’ Ferrara |

| Arbitro: | D'Elia (Salerno) |

|            |           |  |
| Pirola 53’ | Marcatori |  |

| Arbitro: | Reggiani (Bologna) |

|                          |           |                            |
| Zucchini 16’ La Rosa 72’ | Marcatori | 36’ Fiorini 80’ Beccalossi |

| Arbitro: | Lo Bello (Siracusa) |

|  |           |                           |
|  | Marcatori | 26’ Prunecchi 70’ La Rosa |

| Terni 11 aprile 1977 28ª giornata | Ternana          | 0 – 0 | Pescara | Stadio Libero Liberati\| Arbitro: \| Benedetti (Roma) \| |
| Arbitro:                          | Benedetti (Roma) |       |         |                                                          |

| Arbitro: | Lapi (Firenze) |

|               |           |             |
| Andreuzza 13’ | Marcatori | 20’ Vanello |

| Pescara 24 aprile 1977 30ª giornata | Pescara              | 0 – 0 | Como | Stadio Adriatico\| Arbitro: \| Barbaresco (Cormons) \| |
| Arbitro:                            | Barbaresco (Cormons) |       |      |                                                        |

| Arbitro: | Trinchieri (Reggio Emilia) |

|                                   |           |                                  |
| Piccinetti 4’ Toschi 27’ Vriz 42’ | Marcatori | 29’ (rig.) Nobili 57’, 79’ Orazi |

| Arbitro: | Schena (Foggia) |

|              |           |  |
| Andreuzza 6’ | Marcatori |  |

| Arbitro: | Michelotti (Parma) |

|                                |           |            |
| L. Piras 10’ Virdis 69’ (rig.) | Marcatori | 84’ Nobili |

| Arbitro: | Gonella (Torino) |

|                       |           |            |
| Zucchini 8’ Mosti 52’ | Marcatori | 18’ Donina |

| Arbitro: | Serafino (Roma) |

|  |           |            |
|  | Marcatori | 58’ Nobili |

| Palermo 5 giugno 1977 36ª giornata | Palermo          | 0 – 0 | Pescara | Stadio La Favorita\| Arbitro: \| Casarin (Milano) \| |
| Arbitro:                           | Casarin (Milano) |       |         |                                                      |

| Pescara 12 giugno 1977 37ª giornata | Pescara              | 0 – 0 | Atalanta | Stadio Adriatico\| Arbitro: \| Barbaresco (Cormons) \| |
| Arbitro:                            | Barbaresco (Cormons) |       |          |                                                        |

| Arbitro: | Barbaresco (Cormons) |

|                        |           |                                                         |
| Gelli 74’ Pagliari 90’ | Marcatori | 18’ (aut.) Gibellini 21’ Orazi 41’ Prunecchi 48’ Nobili |

#### Spareggi promozione
| Terni 25 giugno 1977 1ª giornata | Pescara             | 0 – 0 | Cagliari | Stadio Libero Liberati\| Arbitro: \| Menicucci (Firenze) \| |
| Arbitro:                         | Menicucci (Firenze) |       |          |                                                             |

| Arbitro: | Bergamo (Livorno) |

|                           |           |             |
| A. Rocca 17’ A. Scala 56’ | Marcatori | 75’ Lamagni |

| Bologna 3 luglio 1977 3ª giornata | Atalanta         | 0 – 0 | Pescara | Stadio Comunale\| Arbitro: \| Gonella (Torino) \| |
| Arbitro:                          | Gonella (Torino) |       |         |                                                   |

### Coppa Italia

#### Primo turno
| Arbitro: | Barbaresco (Cormons) |

|  |           |             |
|  | Marcatori | 36’ Casarsa |

| Pescara 5 settembre 1976 3ª giornata | Pescara         | 0 – 0 | Palermo | Stadio Adriatico\| Arbitro: \| Menegali (Roma) \| |
| Arbitro:                             | Menegali (Roma) |       |         |                                                   |

| Arbitro: | Colasanti (Roma) |

|                   |           |  |
| Franceschelli 90’ | Marcatori |  |

| Arbitro: | Reggiani (Bologna) |

|           |           |  |
| Libera 8’ | Marcatori |  |

## Statistiche

### Statistiche di squadra
| Competizione | Punti | In casa | In casa | In casa | In casa | In casa | In casa | In trasferta | In trasferta | In trasferta | In trasferta | In trasferta | In trasferta | Totale | Totale | Totale | Totale | Totale | Totale | DR  |
| Competizione | Punti | G       | V       | N       | P       | Gf      | Gs      | G            | V            | N            | P            | Gf           | Gs           | G      | V      | N      | P      | Gf     | Gs     | DR  |
| ------------ | ----- | ------- | ------- | ------- | ------- | ------- | ------- | ------------ | ------------ | ------------ | ------------ | ------------ | ------------ | ------ | ------ | ------ | ------ | ------ | ------ | --- |
| Serie B      | 49    | 19      | 12      | 7       | 0       | 32      | 12      | 19           | 5            | 8            | 6            | 16           | 17           | 38     | 17     | 15     | 6      | 48     | 29     | +19 |
| Coppa Italia | 1     | 2       | 0       | 1       | 1       | 0       | 1       | 2            | 0            | 0            | 2            | 0            | 2            | 4      | 0      | 1      | 3      | 0      | 3      | -3  |
| Totale       | 50    | 21      | 12      | 8       | 1       | 32      | 13      | 21           | 5            | 8            | 8            | 16           | 19           | 42     | 17     | 16     | 9      | 48     | 22     | +16 |

### Statistiche dei giocatori
| Giocatore     | Serie B  | Serie B | Serie B     | Serie B    | Coppa Italia | Coppa Italia | Coppa Italia | Coppa Italia | Totale   | Totale | Totale      | Totale     |
| Giocatore     | Presenze | Reti    | Ammonizioni | Espulsioni | Presenze     | Reti         | Ammonizioni  | Espulsioni   | Presenze | Reti   | Ammonizioni | Espulsioni |
| ------------- | -------- | ------- | ----------- | ---------- | ------------ | ------------ | ------------ | ------------ | -------- | ------ | ----------- | ---------- |
| G. Andreuzza  | 35       | 3       | ?           | ?          | ?            | ?            | ?            | ?            | 35+      | 3+     | ?           | ?          |
| R. Cesati     | 11       | 1       | ?           | ?          | ?            | ?            | ?            | ?            | 11+      | 1+     | ?           | ?          |
| B. Di Michele | 11       | 2       | ?           | ?          | ?            | ?            | ?            | ?            | 11+      | 2+     | ?           | ?          |
| S. Di Somma   | 12       | 0       | ?           | ?          | ?            | ?            | ?            | ?            | 12+      | 0+     | ?           | ?          |
| G. Donatelli  | 2        | 0       | ?           | ?          | ?            | ?            | ?            | ?            | 2+       | 0+     | ?           | ?          |
| P. Ferro      | 1        | 0       | ?           | ?          | ?            | ?            | ?            | ?            | 1+       | 0+     | ?           | ?          |
| R. Galbiati   | 38       | 1       | ?           | ?          | ?            | ?            | ?            | ?            | 38+      | 1+     | ?           | ?          |
| G. La Rosa    | 29       | 8       | ?           | ?          | ?            | ?            | ?            | ?            | 29+      | 8+     | ?           | ?          |
| E. Mancin     | 19       | 0       | ?           | ?          | ?            | ?            | ?            | ?            | 19+      | 0+     | ?           | ?          |
| M. Masoni     | 3        | 0       | ?           | ?          | ?            | ?            | ?            | ?            | 3+       | 0+     | ?           | ?          |
| P. Mosti      | 31       | 4       | ?           | ?          | ?            | ?            | ?            | ?            | 31+      | 4+     | ?           | ?          |
| G. Motta      | 38       | 0       | ?           | ?          | ?            | ?            | ?            | ?            | 38+      | 0+     | ?           | ?          |
| B. Nobili     | 33       | 9       | ?           | ?          | ?            | ?            | ?            | ?            | 33+      | 9+     | ?           | ?          |
| A. Orazi      | 33       | 4       | ?           | ?          | ?            | ?            | ?            | ?            | 33+      | 4+     | ?           | ?          |
| M. Piloni     | 38       | -29     | ?           | ?          | ?            | ?            | ?            | ?            | 38+      | -29+   | ?           | ?          |
| A. Prunecchi  | 29       | 9       | ?           | ?          | ?            | ?            | ?            | ?            | 29+      | 9+     | ?           | ?          |
| G. Repetto    | 31       | 1       | ?           | ?          | ?            | ?            | ?            | ?            | 31+      | 1+     | ?           | ?          |
| M. Santucci   | 24       | 0       | ?           | ?          | ?            | ?            | ?            | ?            | 24+      | 0+     | ?           | ?          |
| V. Zucchini   | 37       | 5       | ?           | ?          | ?            | ?            | ?            | ?            | 37+      | 5+     | ?           | ?          |